# История Мальдив
Мальдивы составляют около 1200 островов в Индийском океане. В 1-м тысячелетии н. э. население составляло племена сингалов, индийцы, малайцы, исповедовавшие буддизм.

## Древняя и средневековая история
Архипелаг был заселён более двух тысячелетий назад выходцами из современных Шри-Ланки и Индии. Первые мальдивцы не оставили никаких археологических останков. Их здания, вероятно, были построены из дерева, пальмовых листьев и других скоропортящихся материалов, которые быстро разложились бы в соли и на воздухе тропического климата. Более того, правители не жили в сложных дворцовых построениях, а их религии не требовалось строительство больших храмов.
Сравнительные исследования мальдивских устных, лингвистических и культурных традиций и обычаев показывают, что один из самых ранних поселенцев был потомком тамилов из древнего Тамилакама в период Сангам (300 г. до н. э. — 300 г. до н. э.).
В V—VII веках на островах появились арабы и персы.
До XII века Mальдивцы исповедовали буддизм, но в 1153 году на Mальдивах высадился один из арабских проповедников ислама. Он действовал весьма активно, и вскоре все население было обращено в ислам. Сам проповедник провозгласил себя султаном по имени Мухаммад уль-Абдала, и стал основателем династии, долгое время правившей на Mальдивах.

## Европейское проникновение
В 1558 году Мале захватили португальцы и построили там форт. Однако уже в 1573 году мальдивцы уничтожили и изгнали португальцев. Затем на архипелаге попытались закрепиться голландцы, также безуспешно.
В 1887 году Британия установила свой протекторат над Mальдивами.
В 1959 году на атоллах архипелага Сувадиве образовалось сепаратистское государство — Объединённая республика Сувадиве.

## Независимые Мальдивы
В апреле 1964 год Mальдивцы взбунтовались против британского правления. Бунтовщики разрушили аэропорт и осадили резиденцию британского администратора.
26 июля 1965 года Британия предоставила Mальдивам независимость.
11 ноября 1968 года по результатам проведённого референдума Mальдивы были провозглашены республикой.
С 1978 года Mальдивами правил президент Момун Абдул Гаюм (6 пятилетних сроков подряд).
После беспорядков в столице Mальдив в августе 2004 года Гайюм пообещал провести демократические реформы и расширить политические свободы. В 2005 году были разрешены политические партии. Также было обещано провести в 2008 году первые президентские выборы с участием нескольких кандидатов.
В октябре 2008 года первым президентом Республики Mальдивы, избранным всенародным голосованием, стал Мохамед Нашид. 7 февраля 2012 года акции протеста, к которым примкнула полиция, привели к его отставке (Государственный переворот на Мальдивах (2012)).
5 февраля 2018 года президент Абдулла Ямин объявил о введении чрезвычайного положения в стране на две недели. Арестован экс-президент страны Абдул Гаюм.